# Neuberend
Neuberend (in danese Ny Bjernt) è un comune di 1.131 abitanti dello Schleswig-Holstein, in Germania.
Appartiene al circondario (Kreis) di Schleswig-Flensburgo (targa SL) ed è parte della comunità amministrativa (Amt) di Südangeln.